# Hongos endófitos
Los hongos endófitos (endon: dentro, phyton: planta) son organismos que establecen relaciones simbióticas de mutualismo con plantas, habitando dentro de ellas sin causar síntomas aparentes. Desarrollan la mayor parte o todo su ciclo de vida dentro del tejido de su planta hospedera. La relación que se establece es muy importante para ambos organismos, ya que el hongo obtiene de la planta hospedaje, alimento y protección, mientras que las plantas son provistas de metabolitos bioactivos que producen los hongos, lo que les confiere potencial adaptativo.

## Clasificación y función
El phylum que contiene la mayoría de hongos endófitos es Ascomycota, pero también se han encontrado endófitos pertenecientes a Basidiomycota, Zygomycota y Oomycota. Sánchez, R. et al. (2013) clasifica a los hongos endófitos en dos categorías, según el tipo de planta que colonizan y su función en los tejidos:
- Clavicipitáceos: endófitos que colonizan pastos.
- No clavicipitáceos: endófitos que colonizan plantas no vasculares, helechos, coníferas y angiospermas.
  - Clase 1: aumentan la biomasa de la planta, confieren resistencia a sequías y generan metabolitos secundarios tóxicos para depredadores.
  - Clase 2: aumentan la biomasa de la planta, producen metabolitos secundarios que genera protección contra hongos patógenos y confieren tolerancia a condiciones de estrés biótico o abiótico.
  - Clase 3: inhiben el crecimiento de patógenos y generan metabolitos secundarios tóxicos para depredadores.

## Ecología
Los hongos endófitos son cosmopolitas. Se encuentran en casi todos los tipos de plantas, y se distribuyen desde los polos hasta los trópicos y el ecuador. Los ecosistemas donde se ha encontrado mayor presencia y diversidad de estos hongos es en los bosques templados y tropicales, pero también están presentes otros ecosistemas que cuentan con buena disponibilidad de agua la mayor parte del año. Algunas familias de plantas que se asocian con hongos endófitos son las siguientes: Asteraceae, Fabaceae, Orchidaceae, Poeaceae, Solanaceae, etc.
La relación de los hongos endófitos es muy dinámica y compleja, tanto con su planta hospedera como con otros endófitos (interacciones interespecíficas). Sánchez, R. et al. (2013) reconoce tres mecanismos mediante los cuáles los hongos endófitos pueden proporcionar protección a su hospedera:
1. Directos: producido por de enzimas o metabolitos secundarios, con actividad anti-patógeno.
2. Indirectos: inducción o incremento de mecanismos de defensa químicos o fisiológicos de la planta.
3. Ecológicos: se da por la ocupación del nicho ecológico, predación e hiperparasitismo.

## Importancia
Los hongos endófitos biosíntetizan una gran variedad de metabolitos secundarios que proveen de importantes beneficios a la planta hospedera. Dichos metabolitos han presentado mayor efectividad dentro de la agricultura y la medicina.

#### Agricultura
El principal beneficio de los hongos endófitos es que proveen de protección a las plantas contra organismos patógenos mediante la producción de metabolitos secundarios. Esto favorece a las hospederas para evitar la infección por otros organismos patógenos. También reduce el impacto negativo que pudieran ocasionar ciertos factores bióticos o abióticos, como poca o alta disponibilidad de agua, reducción o incremente de pH y salinidad del suelo, induciendo a que la planta, o los cultivos, presenten mayor resistencia a condiciones adversas en el medio. Aunque algunos autores proponen el desarrollo de agroquímicos como nematicidas, fungicidas, insecticidas y herbicidas, y a pesar de que se conocen los anteriores beneficios de los hongos endófitos, no se han implementando en la producción agrícola de especies comerciales, debido a la dificultad que hay para controlar su propagación y reproducción, y debido a la falta de investigación acerca de estos organismos.

#### Medicina
Algunos compuestos aislados de hongos endófitos han mostrado tener otros tipos de actividad biológica, importantes para el campo de la medicina, a partir de los cuales se podrían sintetizar fármacos. A continuación se enlistan algunas de las actividades biológicas encontradas:
- Antibacteriano. Contra bacterias Gram positivas, Gram negativas y micobacterias,
- Antifúngico.
- Antioxidante.
- Antiplasmódico.
- Antimicrobiano.
- Antiviral.
- Citotóxico.
- Inhibidor enzimático.
- Neurotóxico.